# 設楽町立津具小学校
設楽町立津具小学校（したらちょうりつ つぐしょうがっこう）は、愛知県北設楽郡設楽町津具にある公立小学校。
北設楽郡津具村の津具村立上津具小学校と津具村立下津具小学校が統合され、1974年（昭和49年）4月1日に津具村立津具小学校として設立された。2005年（平成17年）10月1日の町村合併を機に現在の名称となっている。2017年度（平成29年度）の児童数は33人だった。津具地域（旧・北設楽郡津具村）唯一の小学校である。公立中学校に進学する場合は設楽町立設楽中学校に進学する。

## 歴史

### 上津具小学校(1872-1974)

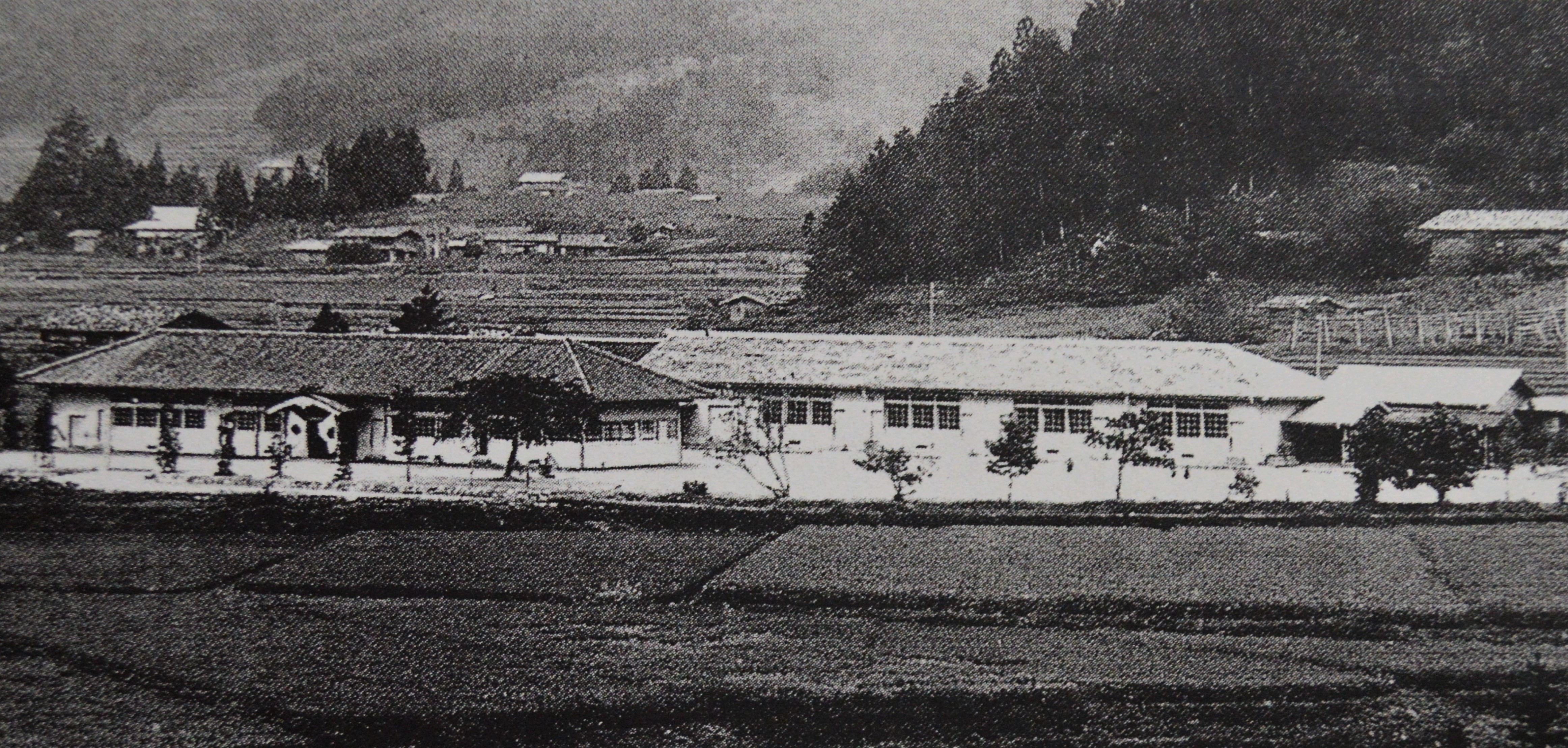
1935年頃の上津具小学校

額田県は学制発布以前から郷学校の設立を推進し、1872年（明治5年）には上津具村の金龍寺に津具郷学校が設立された。学制発布後の1873年（明治6年）11月には金龍寺に5カ村連合立の第2大学区第9中学区第19番小学津具学校（上津具学校）が設立された。
敷地が狭かったことから1874年（明治7年）には安養寺に移転し、1897年（明治30年）まで安養寺で授業が行われた。1874年3月には坂場村（現・豊根村大字坂宇場）の普門寺に上津具学校分教場が設置されている。1879年（明治12年）10月には分教場が独立して坂宇場学校となった。1879年時点の北設楽郡には第一番小学から第三十三番小学までがあったが、上津具の学校は第二十六番小学上津具学校と呼ばれた。児童数が100人を超えて安養寺が手狭になったため、1897年（明治30年）10月1日には中大名地18番地に校舎を新築して移転した。
1920年（大正9年）には尋常科・高等科を合わせて279人にまで増加したため、1924年（大正13年）には校地の拡張と校舎の増改築を行った。大正期の修学旅行では4泊5日で伊勢神宮を訪れたが、参加できる生徒は多くなかった。戦時中の修学旅行は1940年（昭和15年）が最後であり、太平洋戦争末期には運動場が大豆畑やサツマイモ畑となっている。1941年（昭和16年）4月1日には国民学校令により上津具国民学校に改称した。
1947年（昭和22年）4月1日には上津具村立上津具小学校に改称した。同年には上津具村立上津具中学校が上津具小学校に併設された。1950年（昭和25年）には現在地に上津具村・下津具村学校組合立津具中学校が設立され、小学校と中学校が分離された。1952年（昭和27年）には体育館兼講堂が竣工している。1956年（昭和31年）9月30日には上津具村と下津具村が合併して津具村が発足したことで、津具村立上津具小学校に改称した。

### 下津具小学校(1872-1974)

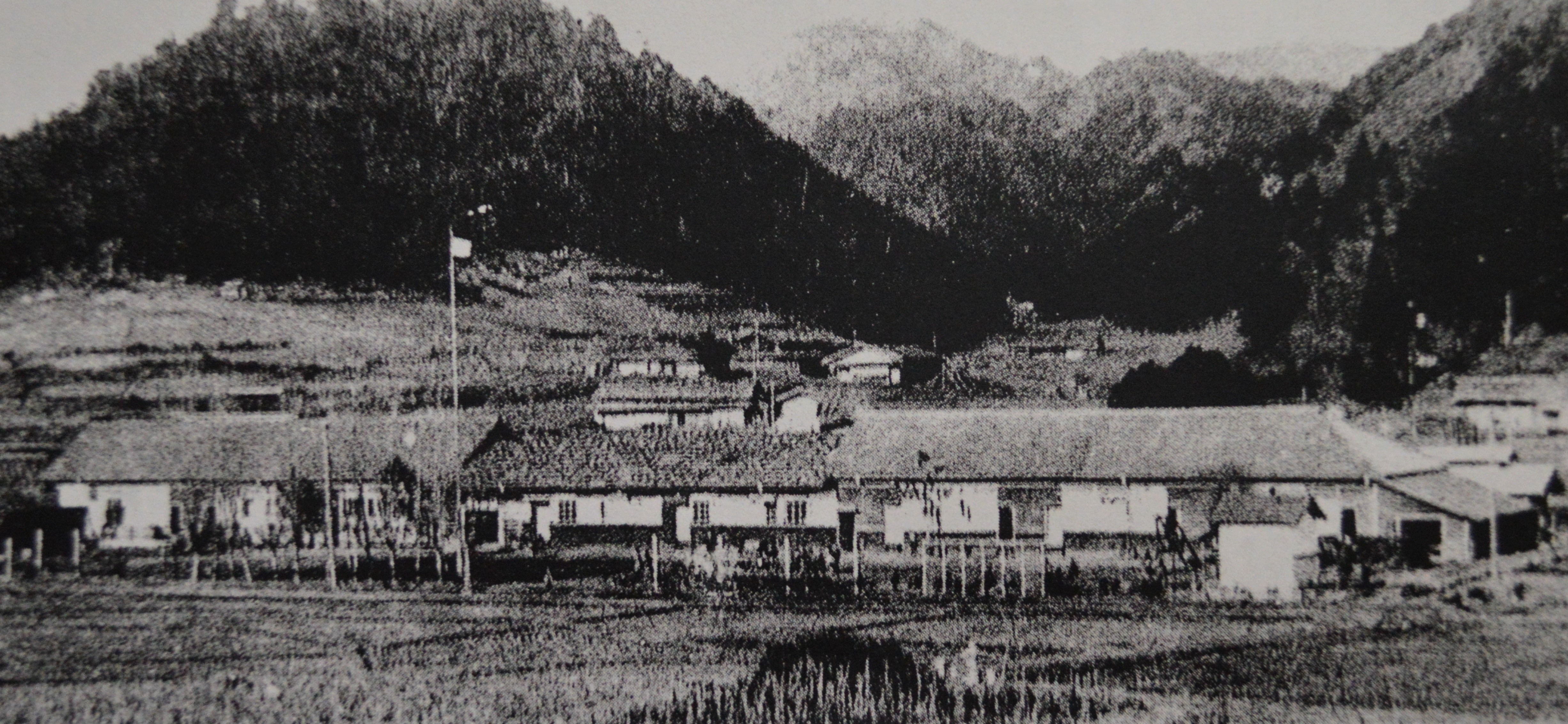
昭和初期の下津具小学校

1872年（明治5年）には津具郷学校の支校として下津具にも学校が発足し、1873年（明治6年）には津具学校下津具分校となった。1875年（明治8年）4月には観福寺跡に移転し、1876年（明治9年）12月に下津具学校として独立した。1879年時点の北設楽郡には第一番小学から第三十三番小学までがあったが、下津具の学校は第二十五番小学下津具学校と呼ばれた。
1882年（明治15年）5月には若宮社跡に2階建て校舎を新築して移転した。当時の愛知県では一郡に一校の高等小学校が設置されており、北設楽郡では稲橋村に北設楽郡高等小学校（稲橋高等小学校）が設置されていたが、1889年（明治22年）には下津具村会などの尽力で、下津具にも高等小学下津具学校が設置された。1891年（明治24年）5月には明治天皇の御影が下賜された。1892年（明治25年）8月には尋常高等小学校下津具学校に改称している。同年4月には校舎が焼失しており、1893年（明治26年）12月に校舎が再建された。
1901年（明治34年）の修学旅行は名古屋方面であり、1918年（大正7年）の修学旅行は京阪地方だった。1941年（昭和16年）4月1日には国民学校令により下津具国民学校に改称した。1944年以後には津具村にも名古屋・東京・静岡・豊橋・蒲郡・川崎などから来た児童の疎開者があったが、縁故疎開であり集団疎開ではなかった。下津具国民学校からは8人、上津具国民学校からは6人が、豊川海軍工廠に勤労奉仕に赴いている。
1947年（昭和22年）4月1日には下津具村立下津具小学校に改称した。同年には下津具村立下津具中学校が下津具小学校に併設された。1950年（昭和25年）には現在地に上津具村・下津具村学校組合立津具中学校が設立され、小学校と中学校が分離された。1951年（昭和26年）には講堂が竣工している。1956年（昭和31年）9月30日には上津具村と下津具村が合併して津具村が発足したことで、津具村立下津具小学校に改称した。

### 津具小学校(1974-)

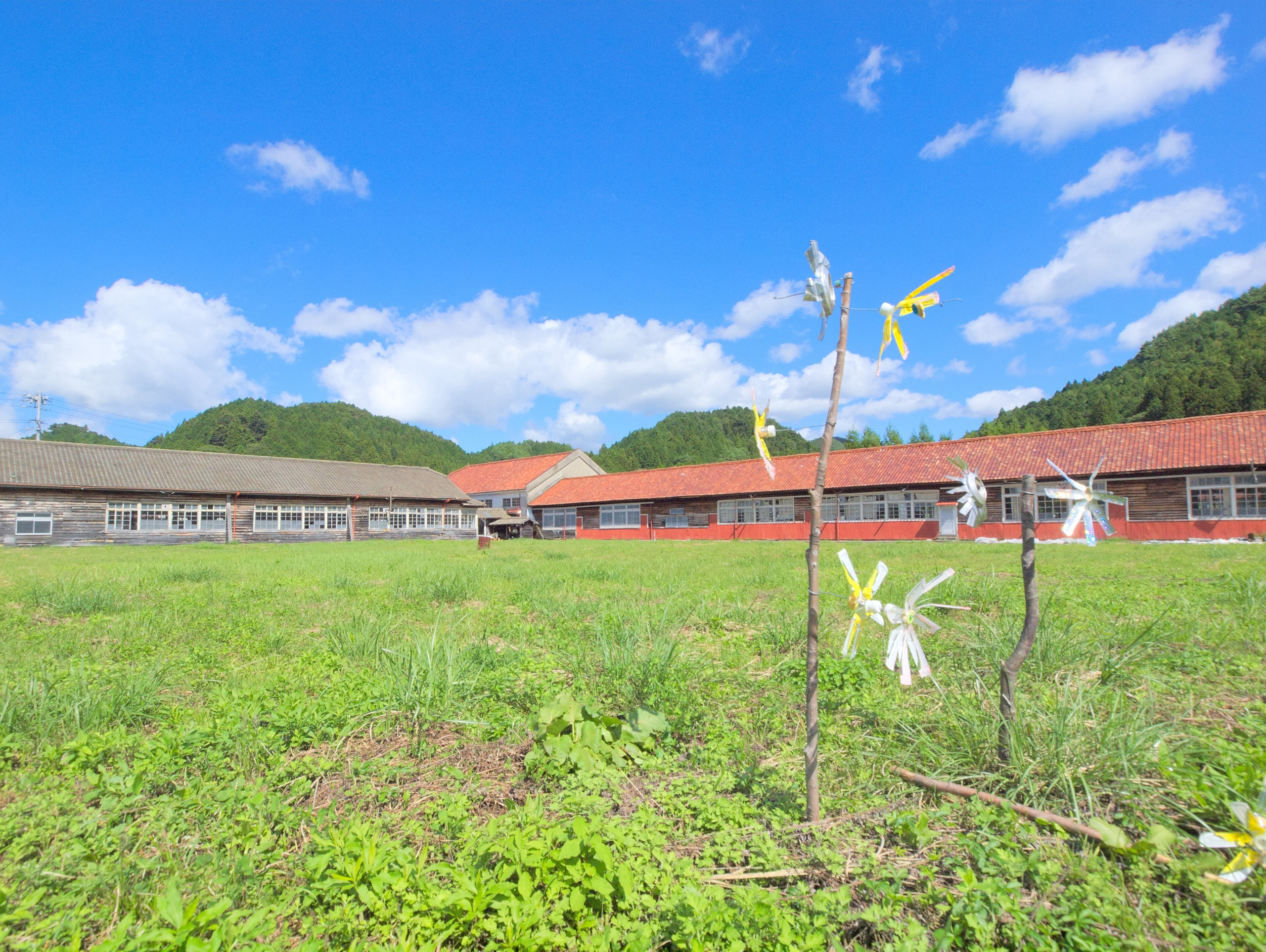
2011年の下津具小学校跡地（校舎は2018年に解体）

1974年（昭和49年）4月1日、上津具小学校と下津具小学校が統合され、見出原の現在地に津具村立津具小学校が開校した。「児童数の減少」「教育環境の整備」「村内の融和」などが統合の理由であり、津具村立津具中学校の隣接地に校舎や小中共同体育館が建設された。戦後の上津具小学校/下津具小学校時代の修学旅行先は名古屋市内だったが、やがて伊勢・奈良方面となった。
1983年（昭和58年）4月には津具村が渥美郡田原町（現・田原市）との交流を開始し、津具小学校は田原町立野田小学校（現・田原市立野田小学校）との交流を開始した。児童のマーチングバンド活動に特色があり、2007年度（平成19年度）にはブラスバンドに移行した。
2005年（平成17年）10月1日には津具村と〈旧〉設楽町が合併して〈新〉設楽町が発足し、設楽町立津具小学校に改称した。2016年度（平成28年度）には複式校（複式学級）となり、2017年度（平成29年度）の児童数は33人だった。設楽町に5校ある小学校のうち、設楽町立田峯小学校（2017年度は12人）と設楽町立清嶺小学校（2017年度は18人）に次いで児童数の少ない小学校である。

## 児童数
『愛知県小中学校誌』（2018年）によると、児童数の変遷は以下の通りである。
| 1974年（昭和49年） | 222人 |  |
| 1977年（昭和52年） | 168人 |  |
| 1987年（昭和62年） | 127人 |  |
| 1997年（平成9年）  | 94人  |  |
| 2007年（平成19年） | 60人  |  |
| 2017年（平成29年） | 33人  |  |